# Eduard Alberti (politik)
Eduard Alberti Poja (29. května 1824 – 5. dubna 1906 Trento) byl rakouský politik italské národnosti z Tyrolska (respektive z Jižního Tyrolska), v 2. polovině 19. století poslanec Říšské rady.

## Biografie
Uvádí se jako statkář a aktuár v Trentu.
Působil jako poslanec Říšské rady (celostátního parlamentu Předlitavska), kam usedl v doplňovacích volbách roku 1886 za kurii velkostatkářskou v Tyrolsku, II. voličský sbor. Slib složil 12. října 1886. Ve volebním období 1885–1891 se uvádí jako hrabě Eduard Alberti, statkář, bytem Trento. Poslanecký slib skládal v italštině.
Zemřel v dubnu 1906.